# 胜利之后圣母堂 (昂热)
胜利之后圣母堂（Église Notre-Dame des Victoires d'Angers）是法国昂热的一座罗马天主教教堂，建于1898-1904年，风格兼具新罗马式和新拜占庭式，建筑师Auguste Beignet。

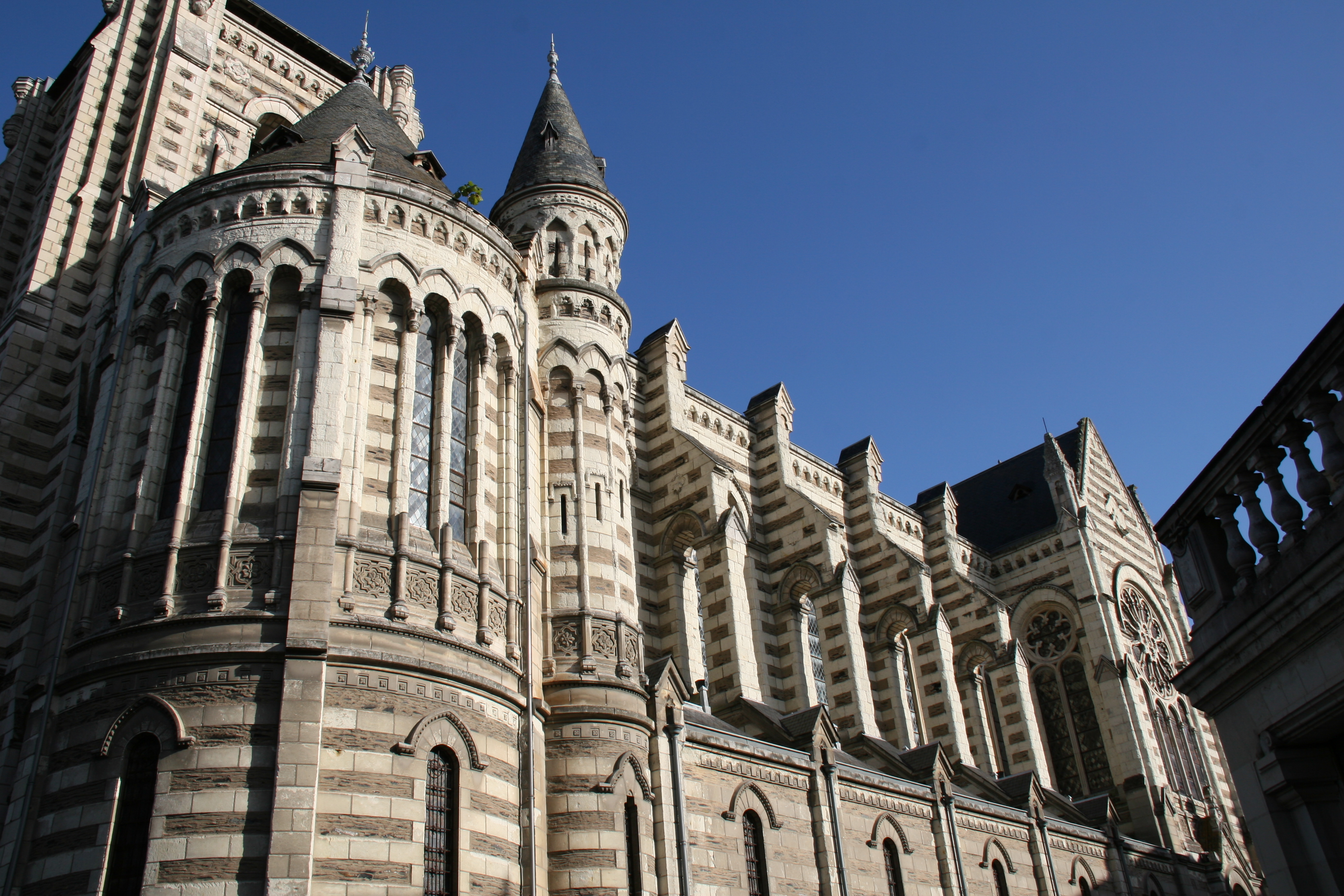
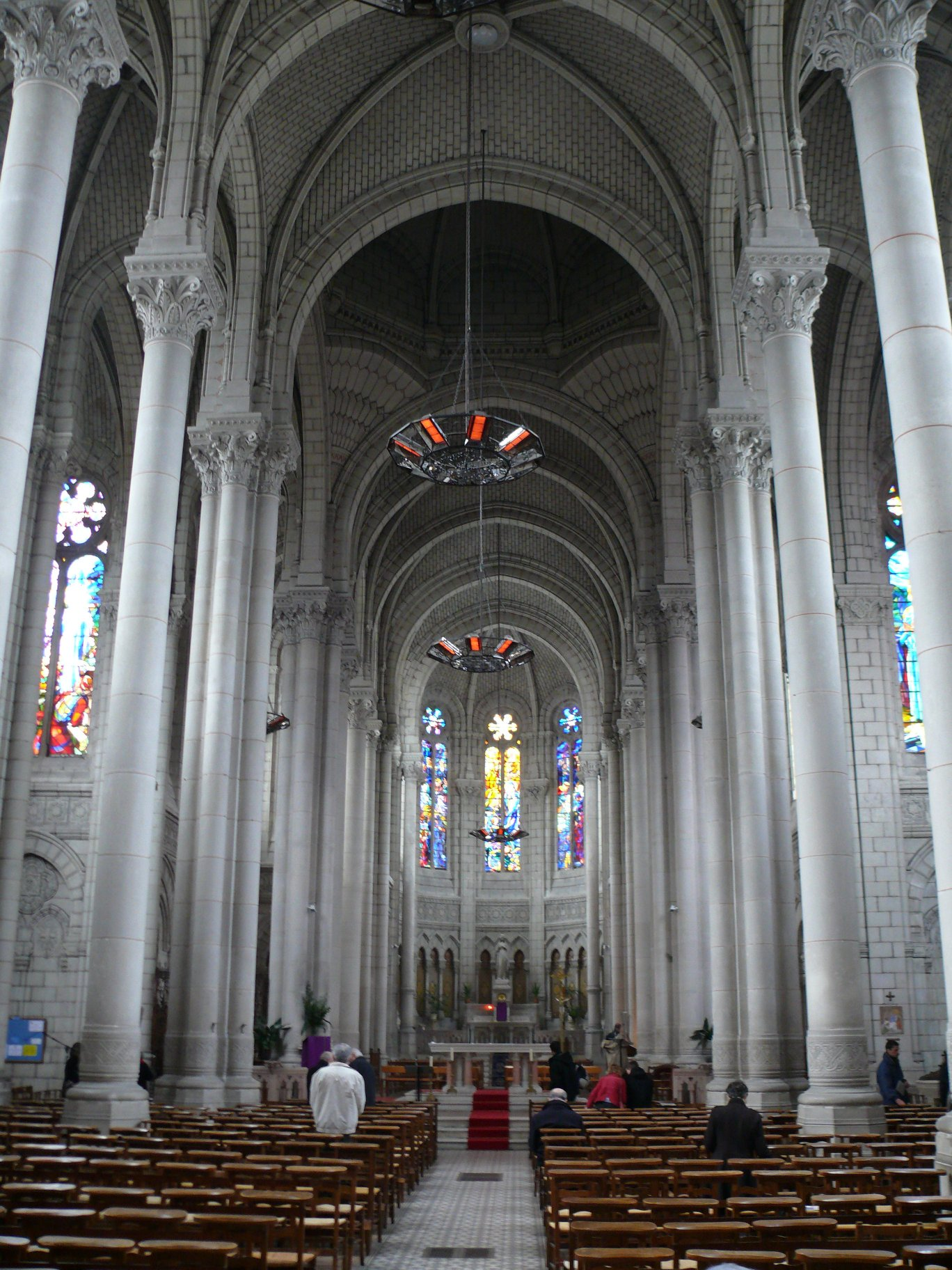
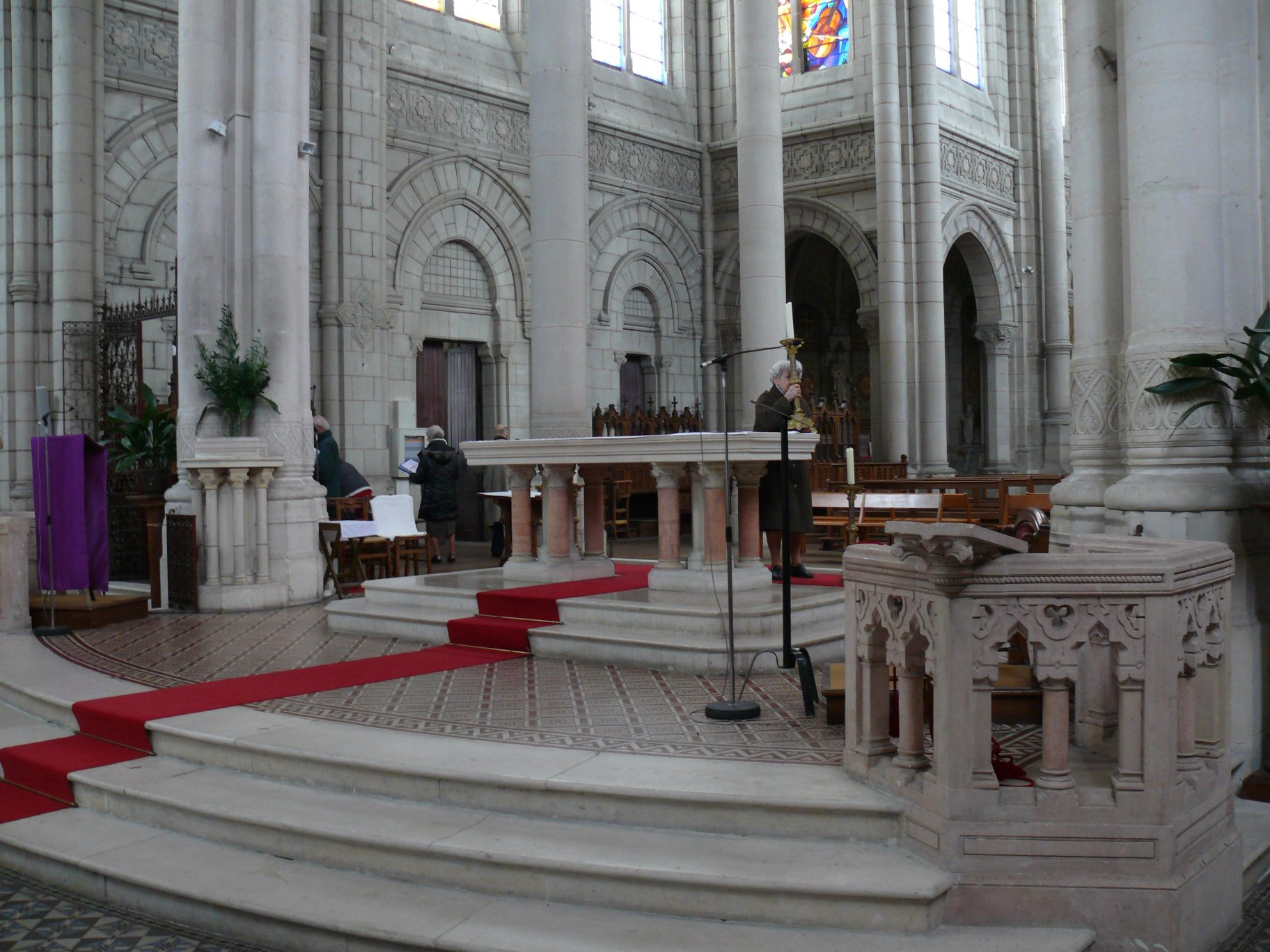
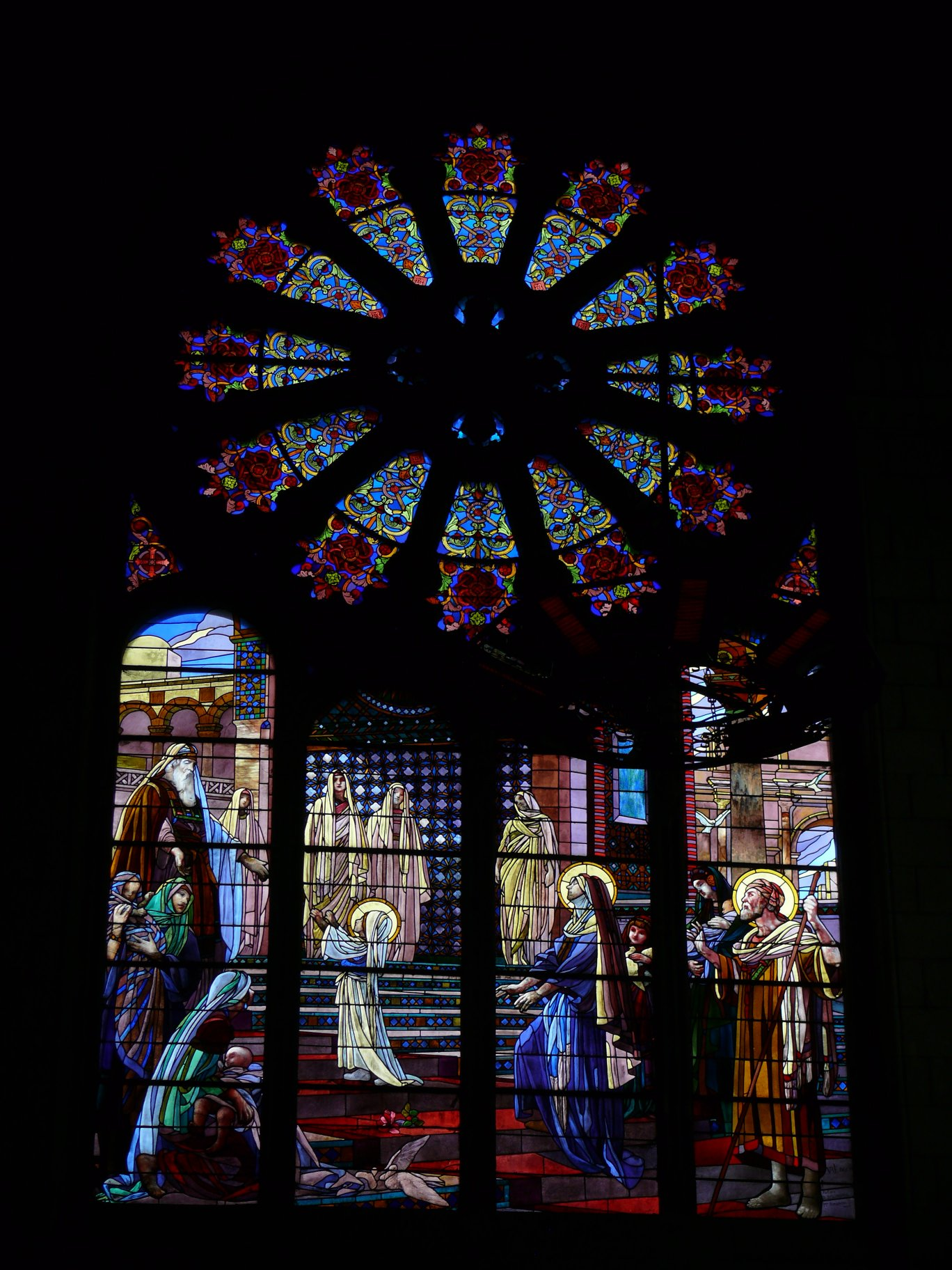
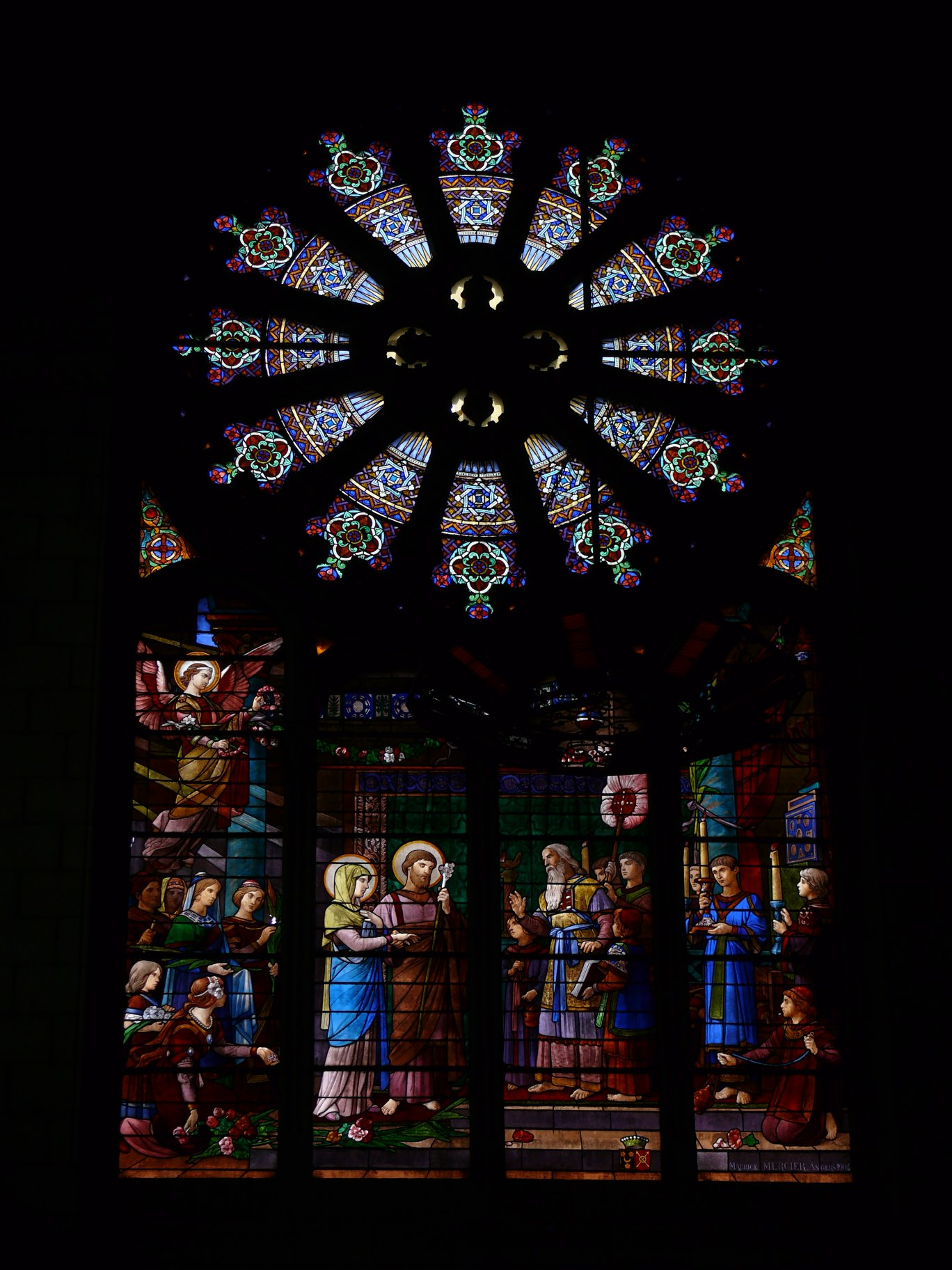
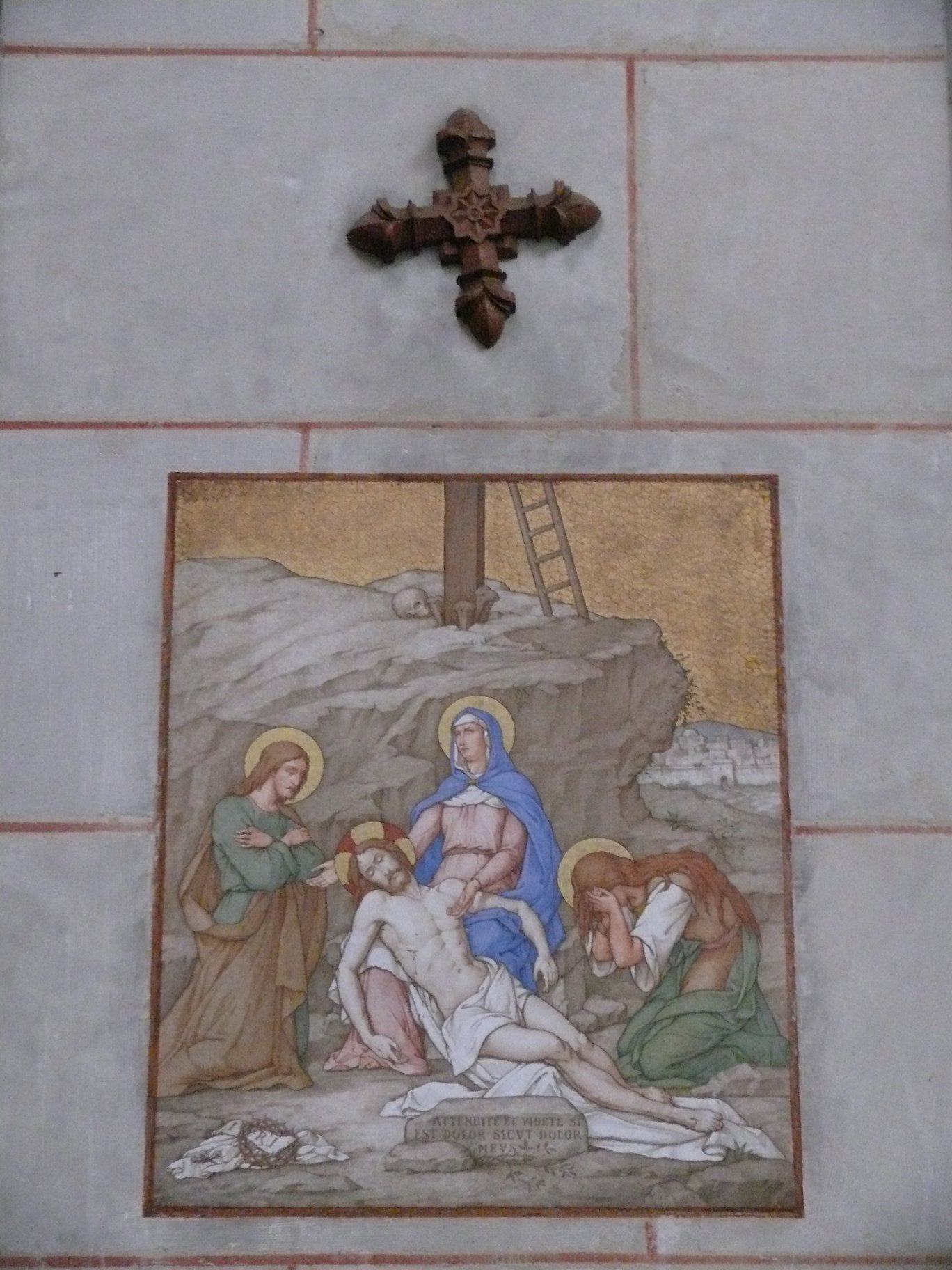

该建筑于2006年列为法国历史古迹。